# Exorista atricans
Exorista atricans là một loài ruồi trong họ Tachinidae.